# Ana Marcela Cunha
Ana Marcela de Jesus Soares da Cunha (* 23. März 1992 in Salvador da Bahia) ist eine brasilianische Schwimmsportlerin. Sie ist Spezialistin für die Langstrecken im Freiwasser und wurde Olympiasiegerin über die 10 km bei den Olympischen Spielen 2020 in Tokio. Bei Weltmeisterschaften gewann sie sieben Titel.

## Erfolge
Bei den Olympischen Sommerspielen 2008 belegte sie als Sechzehnjährige und jüngste Teilnehmerin des Feldes über 10 km den fünften Platz in 1:59:36,8 h. Erst im Schlussspurt verlor sie den Kontakt zu den Medaillengewinnern Larissa Iltschenko, Keri-Anne Payne, Cassie Patten sowie zu Angela Maurer, konnte aber Swann Oberson im Kampf um Platz fünf hinter sich lassen.
Bei den Schwimmweltmeisterschaften 2011 in Shanghai wurde sie Weltmeisterin über die 25 km im über 30 °C warmen Wasser des Ostchinesischen Meers in 5:29:22,9 h vor Angela Maurer (5:29:25,0) und der Italienerin Alice Franco (5:29:30,8).
Bei den Schwimmweltmeisterschaften 2015 im russischen Kasan belegte sie über 10 km auf der Kasanka den dritten Platz in 1:58:26,5 h hinter der Französin Aurélie Muller (1:58:04,3) und der Niederländerin Sharon van Rouwendaal (1:58:06,7).
Bei den Olympischen Spielen 2016 in Rio de Janeiro, den ersten Spielen in Cunhas Heimatland, belegte sie über 10 Kilometer den zehnten Platz. Im Jahr darauf bei den Weltmeisterschaften in Budapest gewann Cunha Gold  über 25 Kilometer und Bronze über 5 Kilometer. Über 10 Kilometer erreichte sie das Ziel zeitgleich mit der Italienerin Arianna Bridi und beide Schwimmerinnen erhielten eine Bronzemedaille.
2019 bei den Weltmeisterschaften in Gwangju siegte Cunha über 5 Kilometer und über 25 Kilometer. Über 10 Kilometer belegte sie den fünften Platz. Die brasilianische Mixed-Staffel erreichte den vierten Platz. Bei den Panamerikanischen Spielen in Lima siegte Cunha über 10 Kilometer. Im Beckenschwimmen über 800 Meter Freistil und über 1500 Meter Freistil belegte Cunha jeweils den siebten Platz.
Bei den Olympischen Sommerspielen 2020 wurde sie über 10 km Olympiasiegerin in 1:59:30,8 h.
Bei den Weltmeisterschaften 2022 in Budapest gewann Cunha wieder über 5 Kilometer und über 25 Kilometer. Über 10 Kilometer erschwamm sie die Bronzemedaille hinter der Niederländerin Sharon van Rouwendaal und der Deutschen Leonie Beck, wobei die drei Ersten das Ziel innerhalb von anderthalb Sekunden erreichten. Im Jahr darauf bei den Weltmeisterschaften in Fukuoka wurde Cunha Dritte über 5 Kilometer und Fünfte über 10 Kilometer. Bei den Panamerikanischen Spielen in Santiago wurde Cunha Zweite über 10 Kilometer hinter Ashley Twichell aus den Vereinigten Staaten.
Im Februar 2024 bei den Weltmeisterschaften in Doha belegte Cunha den fünften Platz über 10 Kilometer und den dritten Platz über 5 Kilometer. Fünf Monate später bei den Olympischen Spielen in Paris siegte Sharon van Rouwendaal über 10 Kilometer Freiwasser vor der Australierin Moesha Johnson und der Italienerin Ginevra Taddeucci, die acht Sekunden nach der Niederländerin das Ziel erreichte. 33 Sekunden dahinter schwammen die nächsten drei Schwimmerinnen ins Ziel, Cunha wurde als Schnellste ihrer Gruppe Vierte.
Eine Reihe von Erfolgen konnte Cunha auch bei Südamerikaspielen verbuchen, so zuletzt 2022 in Asuncion die Goldmedaille über 10 Kilometer.

## Privates
Seit April 2023 ist Cunha mit der Personaltrainerin Juliana Melhem verheiratet.